# Johannes Thopas

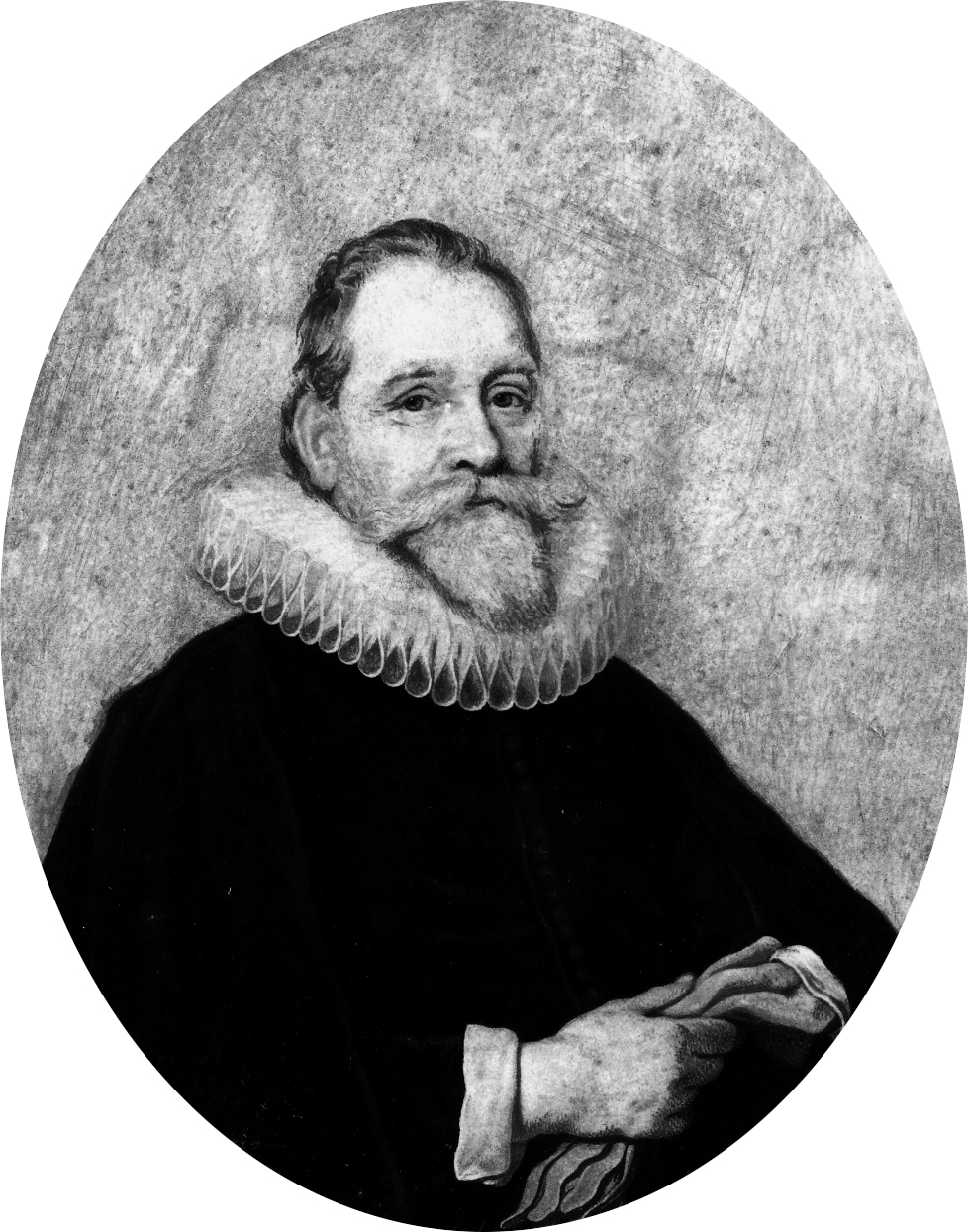
Johannes Thopas: Dirck Jacobsz Bas

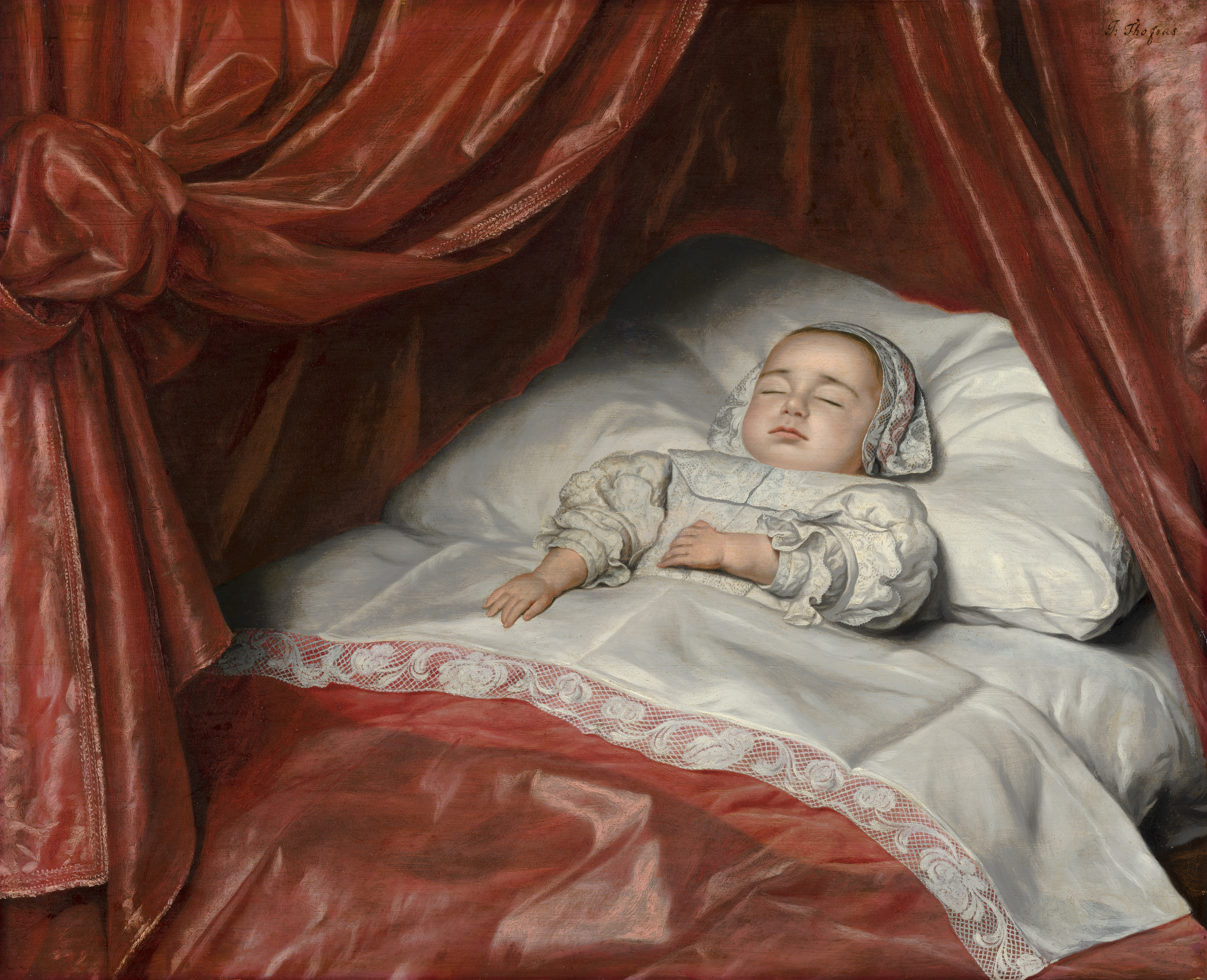
Johannes Thopas: Porträt eines verstorbenen Mädchens (1682)

Johannes Thopas (geboren 1625 in Arnheim; gestorben 1700 in Assendelft, Zaanstad) war ein niederländischer Zeichner und Maler.

## Leben
Thopas war der Sohn eines Arztes. Seine Mutter heiratete nach dessen Tod den Bürgermeister der niederrheinischen Stadt Emmerich. Er wurde 1668 in die Gilde in Haarlem aufgenommen. 1681 wurde er dort Mitglied der Reformierten Gemeinde und 1691 Sekretär in Assendelft.
Thopas schuf vorwiegend kleinformatige Zeichnungen, Porträts und Miniaturen. Er zeichnete mit Bleistift und führte die Bildnisse in chinesischer Tusche aus. Nur etwa 70 Zeichnungen sind erhalten. Ihm wurden mehrere Porträts Peter des Großen, der sich 1697 in Holland aufhielt, zugeschrieben. Einzelne Zeichnungen sind im Besitz des Kupferstichkabinetts Berlin, 4 Porträts beim Kupferstichkabinetts Amsterdam, der Albertina Wien, des Museums Brüssel und anderen Sammlungen, sowie sieben Blätter im Museum in Zaandijk. Jonas Suyderhoef stach nach einem Gemälde von Thopas ein Bildnis des Chirurgen  Noach Smaltius, das sich heute in der Sammlung des Teylers Museums in Haarlem befindet.
Das einzige überlieferte Ölgemälde zeigt ein verstorbenes Mädchen aus der Familie Van Valkenburg. Das Bild kam aus dem Familienbesitz 2002 als Leihgabe an das Mauritshuis in Den Haag und wurde 2008 von diesem erworben.